# 8 Armia Lotnicza (USA)
Eighth Air Force (8 AF), 8 Armia Lotnicza – związek operacyjny Sił Powietrznych Armii Stanów Zjednoczonych (USAAF) utworzony 22 lutego 1944 roku. 8 AF stacjonowała w High Wycombe w Wielkiej Brytanii i brała udział w walkach na europejskim teatrze działań II wojny światowej, operując głównie nad Niemcami i okupowanymi przez nie krajami do kapitulacji III Rzeszy w maju 1945 roku. Była to największa, pod względem liczebności personelu, samolotów i sprzętu, armia powietrzna czasu wojny.

## Historia
Historia Eighth Air Force rozpoczęła się 2 stycznia 1942 roku wraz z powołaniem do życia w Bazie Lotniczej Savannah w Georgii VIII Bomber Command. Wkrótce potem, 5 stycznia, generał-major Carl Spaatz ustanowił kwaterę główną dowództwa na lotnisku Bolling w Waszyngtonie. 28 stycznia ogłoszono utworzenie „Sił Zbrojnych USA na Wyspach Brytyjskich” (USAFBI), a 12 maja pierwsza grupa personelu USAAF przybyła do Anglii. 15 czerwca przyleciał również Spaatz i założył kwaterę główną przyszłej armii w Bushy Park, około 25 km na południowy zachód od Londynu.
8 AF objęła dowództwo i kontrolę nad podległymi jej jednostkami:
- VIII Bomber Command (dowództwo bombowe utworzone w styczniu 1942 roku)

Bombardowania strategiczne z użyciem ciężkich, 4-silnikowych bombowców.
- VIII Fighter Command (dowództwo myśliwskie utworzone w styczniu 1942 roku)

Myśliwska eskorta dla ciężkich bombowców.
- VIII Air Support Command (dowództwo wsparcia utworzone w kwietniu 1942)

Loty zwiadowcze i transportowe oraz bombardowania taktyczne z użyciem 2-silnikowych bombowców.
Wszystkie te jednostki były aktywne przez większość 1942 i cały 1943 rok, ale prowadzone przez nie akcje nie były akcjami najwyżej notowanymi, czego przyczyn należy szukać w braku doświadczonego personelu i dostatecznej osłony myśliwskiej. Dopiero utworzenie 8 AF pozwoliło przygotować grupy bombowe (GB – odpowiednik skrzydeł w RAF) i grupy myśliwców eskortowych (GF) do wielkich dziennych nalotów na Niemcy, które mogły rozpocząć się dopiero w roku 1944.

### Wielki tydzień

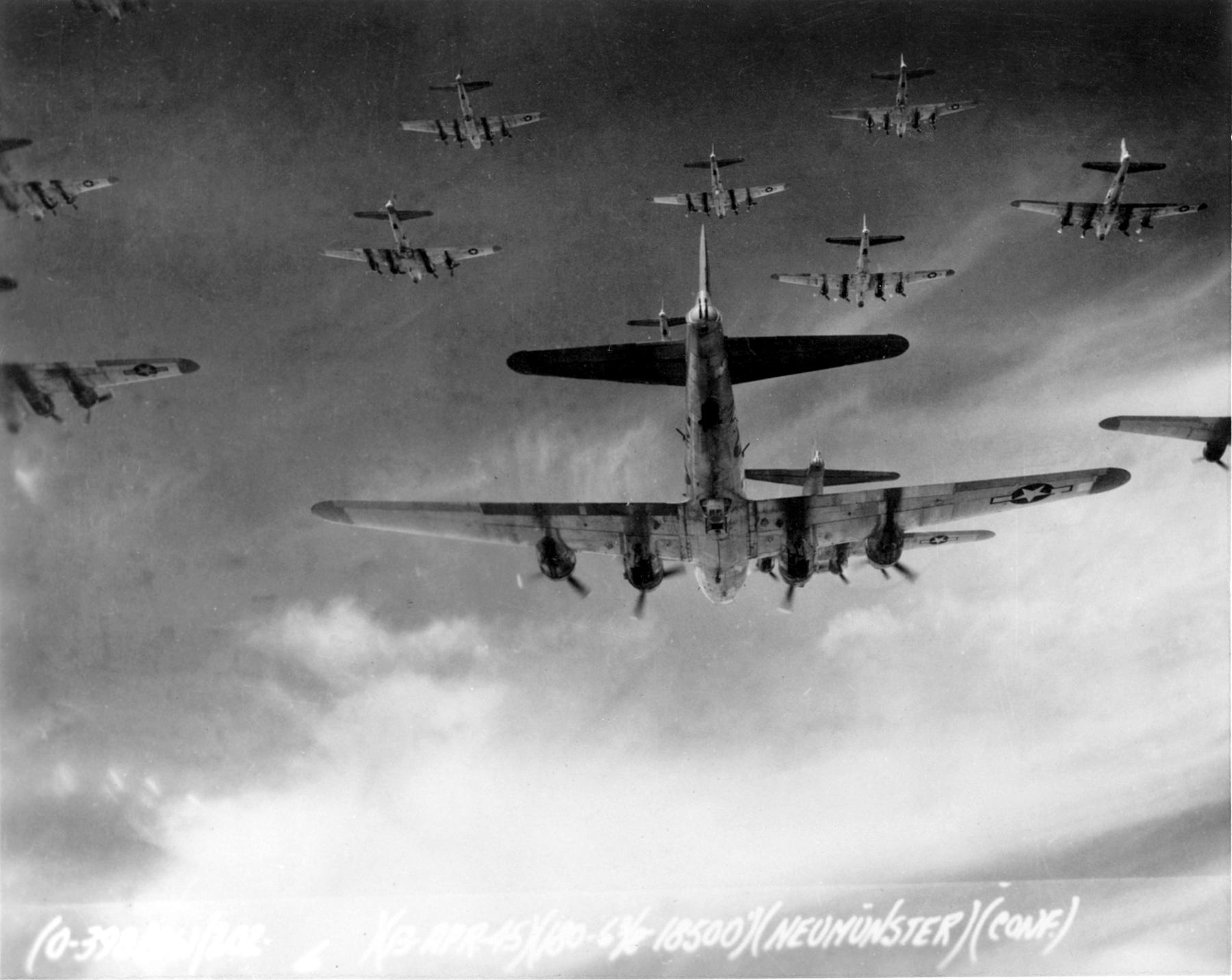
Formacja B-17 podczas nalotu na Neumünster 13 kwietnia 1945

Pierwszego nalotu 8 AF dokonała 11 stycznia 1944 roku. 633 B-17 zbombardowały zakłady lotnicze w Halberstadt, Magdeburgu i Oschersleben. Akcja, wobec ciężkich warunków atmosferycznych, nie powiodła się. Amerykanie stracili 60 bombowców i 5 myśliwców.
Prognostycy przewidywali, że ostatni tydzień lutego będzie zimny, ale niebo bezchmurne. Zaplanowana w tym czasie pierwsza wielka akcja 8 AF pod kryptonimem „Argument” zyskała sobie miano „Wielkiego tygodnia”. W nocy z 19 na 20 lutego RAF zbombardował Lipsk. Za dnia 8 AF poderwała z lotnisk ponad tysiąc B-17 i B-24 oraz ponad 800 myśliwców, które wspomagało 16 dywizjonów RAF. Celem ataku było dwanaście fabryk produkujących samoloty, przy czym B-17 skierowały się na Lipsk, Bernburg i Oschersleben, a B-24 na Gothę, Tutow i Rostock. Naloty te spowodowały tak wielkie zniszczenia, że Niemcy byli zmuszeni przenieść ośrodki produkcyjne na wschód, w rejony względnie bezpieczniejsze.
Następnego dnia ponad 900 bombowców i 700 myśliwców 8 AF zaatakowało fabryki lotnicze w okolicy Brunszwika. Około 60 myśliwców Luftwaffe zostało strąconych przy stracie 19 bombowców i 5 myśliwców własnych. 24 lutego, przy dobrej pogodzie nad centralnymi Niemcami, 8 AF wysłała do akcji ponad 800 bombowców, atakując Schweinfurt i porty nad Bałtykiem, Gdańsk i Gdynię, przy czym stracono jedenaście B-17. Około 230 B-24 zbombardowało zakłady montażowe Messerschmitt Bf 110 w Gocie przy stracie 24 samolotów.
25 lutego zarówno 8 AF, jak i siostrzana stacjonująca w południowych Włoszech 15 AF, zaatakowały Furth, Augsburg i Ratyzbonę w Bawarii, biorąc za cel zakłady produkujące myśliwce Bf 109. 8 AF straciła 31 bombowców, a 15 AF 33.

### Cel:Berlin

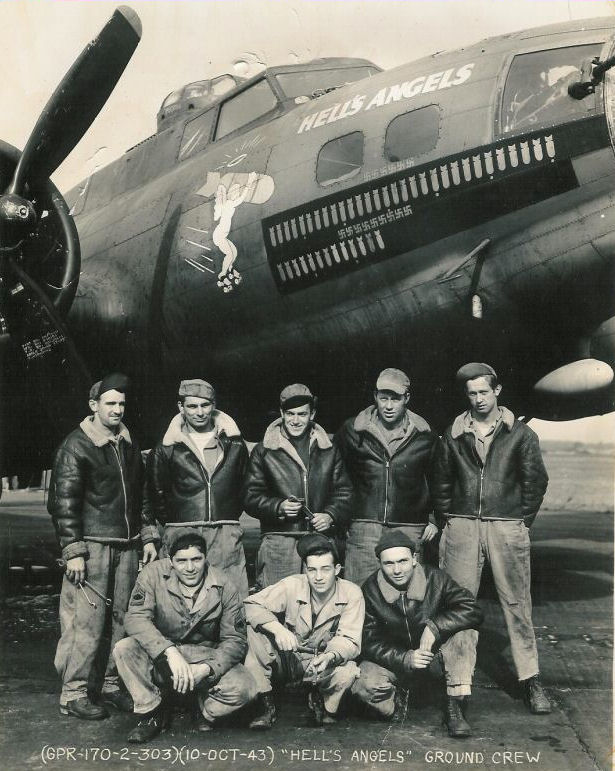
Załoga B-17F-25-BO „Hell’s Angels” z Dywizjonu 358 na lotnisku RAF Molesworth

W kilka dni po zakończeniu „wielkiego tygodnia” 8 AF przeprowadziła swój pierwszy atak na Berlin. RAF dokonywał nalotów na stolicę III Rzeszy od roku 1941, ale były to ataki nocne. Ten miał być pierwszym przeprowadzonym za dnia. Pierwotnie dniem ataku miał być 3 marca 1944 roku, jednak z powodu złej pogody atak odwołano. 748 maszyn, które rozpoczęło lot w stronę stolicy III Rzeszy, odwołano z trasy, a 79 maszyn zbombardowało cel zastępczy, jakim był port w Wilhelmshaven. Nie obyło się bez strat, zestrzelono 9 B-17, dwa B-24 i siedem P-51. Atak ponowiono następnego dnia, ale i tym razem pogoda pokrzyżowała szyki aliantom. Liberatory powróciły do swoich macierzystych baz jeszcze znad terytorium Anglii, a Latające Fortece (w liczbie 502) zbombardowały cele zastępcze w Bonn, Kolonii, Frankfurcie i Düsseldorfie. Jedna grupa 30 Latających Fortec z 100th Bombardment Group i 95th Bombardment Group kontynuowała swoją misję, bombardując w tym dniu przedmieścia Berlina. 6 marca 1944 roku Ósma Armia USAAF wystawiła do nalotu na Berlin 814 maszyn bombowych osłanianych przez 796 myśliwców. Całe ugrupowanie, rozciągnięte na przestrzeni 150 kilometrów składało się z trzech formacji. Na czele leciały B-17 z 1st Bombardment Division podzielone na pięć Combat Wing. Każde skrzydło składało się z trzech Combat box po około 20 maszyn każdy. Za 1st Division leciały B-17 z 3d Bombardment Division podzielonej na trzy skrzydła, a te z kolei na dwie formacje „A” i „B”. W każdej z formacji były po dwa Combat box. Ostatnią jednostką była 2d Bombardment Division, w skład której wchodziły Liberatory rozdzielone pomiędzy trzy skrzydła. 8 marca nad stolicą Niemiec pojawiło się 600 bombowców, które zniszczyły produkującą łożyska toczne fabrykę VKF w Erkner. Następnego dnia formacja wyposażonych w radary H2X B-17 przeprowadziła trzeci atak na Berlin, tym razem poprzez powłokę chmur. W sumie w pierwszym tygodniu marca 8 AF zrzuciła na Berlin ponad 4800 ton bomb.
22 marca ponad 800 bombowców, naprowadzanych przez wyposażone w radary H2X samoloty zwane „tropicielami” (ang. pathfinder), ponownie zbombardowało Berlin znad grubej powłoki chmur, niszcząc wiele celów przemysłowych. W związku z tym, że w stolicy Niemiec panowała fatalna, deszczowa pogoda, Luftwaffe nie wysłała myśliwców przeciw amerykańskiej armadzie w przekonaniu, że Amerykanie nie będą w stanie odnaleźć celów. Tymczasem jednak „pathfindery” z bazującej w Alconbury 482 GB dowiodły, że są w stanie odnajdywać cele i naprowadzać na nie ciężkie bombowce.
1 kwietnia 1944, podczas wyprawy na Ludwigshafen, 22 Liberatory B-24 z 392nd Bombardment Group omyłkowo zbombardowały szwajcarskie miasto Szafuza. Zginęło 39 osób, a ponad 100 odniosło rany.
21 czerwca miała miejsce kolejna wielka wyprawa bombowa 8 AF, w której wzięło udział łącznie 2500 samolotów bombowych i myśliwskich. Celem ataku była dzielnica rządowa, węzły kolejowe i zakłady lotnicze. Amerykanie stracili tego dnia 44 bombowce. Część tej wielkiej armady powietrznej (114 B-17 i 70 P-47) odłączyła się celem zbombardowania zakładów paliw syntetycznych Ruhland na Dolnym Śląsku. Po wykonaniu zadania samoloty te skierowały się na radzieckie lotniska pod Połtawą obserwowane przez He-177 z eskadry dalekiego rozpoznania. W nocy 200 bombowców Luftwaffe dokonało nalotu i zniszczyło na ziemi 47 latających fortec.

### Operacja Overlord
W ramach przygotowań do lądowania w Normandii amerykańskie samoloty już w lutym 1944 roku rozpoczęły atakować węzły kolejowe, lotniska, porty i mosty w północnej Francji i w Belgii. Myśliwce z 8 AF i 9 AF atakowały z lotu koszącego lotniska i linie kolejowe. Do 6 czerwca piloci myśliwscy zniszczyli lub uszkodzili setki lokomotyw, tysiące samochodów, wiele mostów i samolotów na lotniskach.
1 maja 1300 ciężkich bombowców Eighth Air Force przeprowadziło zmasowany atak na linie kolejowe we Francji i Belgii. 7 maja 1000 bombowców zaatakowało cele na wybrzeżu kanału La Manche, niszcząc fortyfikacje, mosty i bocznice kolejowe.
W dniu inwazji ciężkie bombowce 8 AF wykonały ponad 2300 lotów bojowych nad obszarami lądowań w Normandii i w okolicach Cherbourga z zadaniem neutralizowania umocnień Wału Atlantyckiego i siły żywej nieprzyjaciela.

### Kres Luftwaffe

Mustangi z Dywizjonu 375 latem 1944

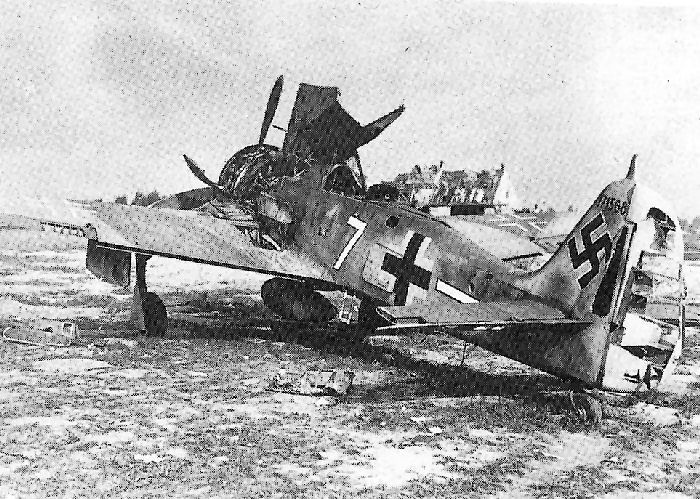
Zniszczony na lotnisku FW 190, 1945

Pierwsze Mustangi P-51A pojawiły się na europejskim teatrze działań w początkach 1942 roku w dywizjonach brytyjskich; wyposażone w silniki Allison V-1710. P-51A zostały wysoko ocenione przez pilotów RAF, chociaż twierdzili oni, że samoloty gorzej sprawdzają się na dużych wysokościach. Wyniki poprawiły się znacznie po zamontowaniu silników Rolls-Royce Merlin i 4-łopatkowych śmigieł: P-51B osiągał w locie poziomym prędkość 700 km/h na wysokości 7470 m, prawie o 100 km/h więcej niż P-51A. Na wszystkich wysokościach tempo wznoszenia wzrosło niemal dwukrotnie. Ostatecznie samoloty te zostały wyposażone w silniki Packard V-1650-3.
USAAF wprowadziła Mustangi P-51B pod koniec 1943 roku. Samoloty te mogły na własnych, wewnętrznych zbiornikach przelecieć taki sam dystans jak P-47 z doczepianymi. Jednakże P-51B miały być myśliwcami taktycznymi i jako takie trafiły w listopadzie do 9 AF, nie zaś do 8 AF, która bardzo potrzebowała myśliwców eskortowych dalekiego zasięgu. Pierwszy lot w eskorcie wyprawy bombowej nastąpił dopiero 5 grudnia.
Skutki użycia Mustangów przeciw Luftwaffe nie kazały długo na siebie czekać: od czerwca 1944 roku alianci zaczęli uzyskiwać przewagę w powietrzu. Wprawdzie Luftwaffe nadal mogła z powodzeniem przeprowadzać ataki na formacje alianckich ciężkich bombowców, jednak rosnąca liczba B-17 i B-24 atakujących nieprzyjacielskie cele tak przerastała liczbę niemieckich myśliwców, że nie były one w stanie powstrzymać ofensywy lotniczej.
W połowie roku 1944 Eighth Air Force liczyła ponad 200 tysięcy ludzi (oblicza się, że w czasie trwania wojny w Europie przez 8 AF przewinęło się 350 000 Amerykanów). W szczytowym okresie Eighth Air Force składała się z czterdziestu grup ciężkich bombowców, piętnastu grup myśliwskich i czterech grup wsparcia. Oznacza to, że w jednym nalocie (na kilka celów jednocześnie) mogło brać – i często brało – ponad 2000 czterosilnikowych bombowców i 1000 myśliwców.
Do roku 1945 wszystkie (prócz jednej) grupy myśliwskie Eighth Air Force były wyposażone w P-51D.

### Zwycięstwo

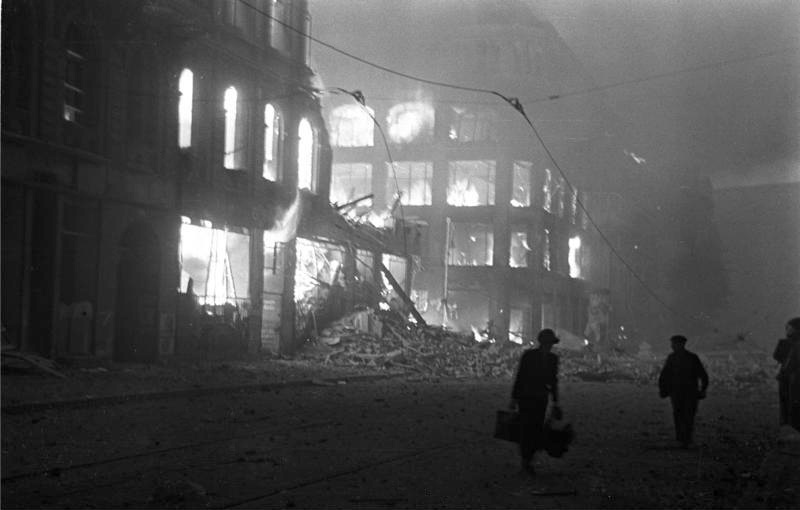
Berlin płonie po alianckim ataku bombowym

W styczniu 1945 roku Luftwaffe podjęła ostatnią ofensywę przeciwko lotnictwu alianckiemu. Z frontu wschodniego ściągnięto 950 myśliwców, które 1 stycznia zaatakowały 27 alianckich lotnisk we Francji, Belgii i południowej Holandii w nadziei na unieszkodliwienie lotnictwa przeciwnika w północnej Europie. Był to ostatni wysiłek mający wesprzeć siły Wehrmachtu, zatrzymanego podczas realizacji operacji w Ardenach. Akcja była pyrrusowym zwycięstwem Luftwaffe, jako że jej straty (nie do odrobienia) wyniosły ponad 300 samolotów zestrzelonych głównie przez aliancką artylerię przeciwlotniczą, a straty samolotów alianckich zostały uzupełnione w kilka tygodni. Niemcom nie udało się zdobyć panowania w powietrzu (nawet przejściowo), a ich siły lądowe nadal były celem ataków z powietrza.
Samoloty odrzutowe, po raz pierwszy widziane przez lotników alianckich pod koniec lata 1944 roku, dopiero w marcu 1945 zaczęły rzeczywiście atakować formacje alianckich bombowców. 2 marca, gdy bombowce 8 AF wystartowały do akcji przeciwko rafinerii paliwa syntetycznego w Lipsku, Messerschmitty Me 262 zaatakowały formację w pobliżu Drezna. Następnego dnia największa eskadra niemieckich odrzutowców jaką kiedykolwiek widziano, najprawdopodobniej z eksperymentalnego dywizjonu Luftwaffe, Jagdgeschwader 7 Nowotny, zaatakowała bombowce Eighth Air Force nad Dreznem i nad Essen, zestrzeliwując trzy spośród nich.

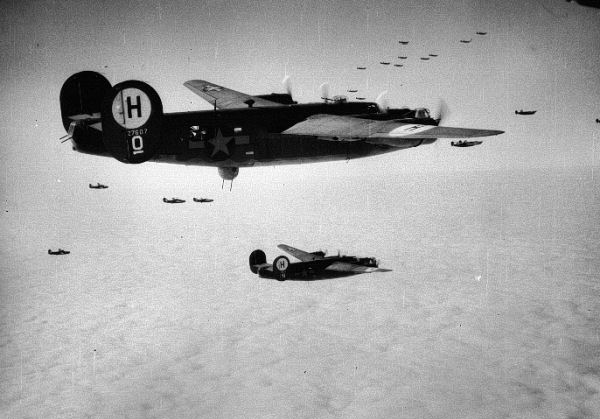
Formacja B-24 w drodze do celu

Odrzutowców Luftwaffe było za mało i pojawiły się zbyt późno, by móc osiągnąć namacalny sukces w walce z alianckimi armadami powietrznymi nad terytorium III Rzeszy. Braki paliwa i odpowiednio wyszkolonych pilotów poważnie ograniczały ich możliwości. Me-262 był trudnym przeciwnikiem dla P-47 i P-51 z powodu znacznej przewagi prędkości. Alianckie myśliwce w eskorcie bombowców trzymały się znacznie wyżej niż formacja – pikowanie z tej wysokości przydawało im prędkości, znacznie niwelując różnicę. Ponadto Me 262 był mniej zwrotny od P-51, więc dobrze wyszkolony aliancki pilot mógł wymanewrować Me 262. Np. 9 kwietnia 1945 roku 133 Skrzydło Myśliwskie, składające się z trzech polskich dywizjonów, zestrzeliło cztery Me 262 bez strat własnych. Jednak tak naprawdę zestrzelenie odrzutowca, czy nawet szybszego, rakietowego Me 163 Komet, było najłatwiejsze na ziemi lub podczas startu bądź lądowania. Lotniska Luftwaffe, z których startowały myśliwce odrzutowe i rakietowe, jak Parchim czy Bad Zwischenahn, były często bombardowane, a alianccy piloci patrolowali okolice tych lotnisk, polując na maszyny podchodzące do lądowania. Luftwaffe przeciwdziałała, instalując na podejściach baterie dział przeciwlotniczych (tzw. flak allee) i wysyłając konwencjonalne myśliwce dla osłony lądujących Me 262 z góry. Mimo tych wysiłków w marcu i kwietniu 1945 roku alianckie patrole nad lotniskami doprowadziły do licznych strat odrzutowców.
4 marca 1945, podczas wyprawy na południowe Niemcy, kilka bombowców 8AF omyłkowo zbombardowało szwajcarskie miasta Zurych i Bazyleę. Zginęło 5 osób, a blisko 20 odniosło rany.
7 kwietnia Eighth Air Force rzuciła do boju trzydzieści dwie Bomber Groups (BG) B-17 i B-24 oraz czternaście Fighter Groups (FG) Mustangów (liczebność biorących udział w nalotach w roku 1945 samolotów alianckich była tak wielka, że liczono je w grupach) do akcji przeciw celom na obszarze tego, co zostało z III Rzeszy. Zbombardowane zostały wszystkie niemieckie lotniska, na których stacjonowały odrzutowce. W rezultacie zniszczeniu uległo niemal 300 samolotów wszelkich typów. 16 kwietnia rekord ten został pobity: ponad 700 samolotów niemieckich zostało zniszczonych na ziemi.
25 kwietnia 1945 roku Eighth Air Force przeprowadziła swoją ostatnią operację bojową w Europie. Latające fortece B-17s zbombardowały zakłady zbrojeniowe Škoda w Pilźnie w Czechosłowacji, zaś Liberatory B-24 zaatakowały górską kwaterę Hitlera w Berchtesgaden. Natomiast w dniach 1–8 maja samoloty 8 AF wzięły udział (wraz z RAF) w operacji Manna, wykonując 2268 lotów i dostarczając głodującym mieszkańcom wciąż jeszcze okupowanej Holandii 4000 ton żywności. 400 B-17 w dniach 1–3 maja zrzuciło 800 ton wojskowych racji „K” na lotnisko w Amsterdamie, a w dniach późniejszych podobne ilości na miasta Bergen, Hilversum i Utrecht.
Po zakończeniu 8 maja działań zbrojnych samoloty Eighth Air Force przeprowadziły serię lotów „wycieczkowych”, by pokazać personelowi naziemnemu z baz w Anglii, jakich zniszczeń dokonały jej załogi w Niemczech. Eighth Air Force została wkrótce przemianowana na United States Air Forces in Europe, a następnie przeniesiona na pacyficzny teatr działań pod inną już nazwą.